# Горнє Ровище
45°57′ пн. ш. 16°45′ сх. д. / 45.95° пн. ш. 16.75° сх. д.
Горнє Ровище (хорв. Gornje Rovišće) — населений пункт у Хорватії, у Б'єловарсько-Білогорській жупанії у складі громади Ровище.

## Населення
Населення за даними перепису 2011 року становило 95 осіб.
Динаміка чисельності населення поселення: